# Norsk Radiohistorisk Forening
Der Norsk Radiohistorisk Forening (NRHF), deutsch „Norwegischer Verein für Radiogeschichte“, ist ein norwegischer gemeinnütziger Verein mit Sitz in Oslo.

## Zweck

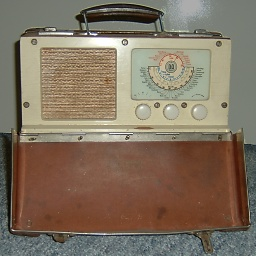
Ein norwegisches Kofferradio aus den frühen 1950er-Jahren

Der Verein richtet sich an Menschen, die sich für Radiogeschichte interessieren. Der Begriff „Radio“ ist im Norwegischen (wie beispielsweise auch im Englischen), deutlich weiter gefasst als im Deutschen und umfasst nicht nur die eigentlichen Rundfunk-Empfangsgeräte, wie beispielsweise Transistor- oder Röhrenradios (Bild), sondern darüber hinaus die komplette Funktechnik, also beispielsweise auch Betriebsfunk, Amateurfunk und Fernsehtechnik sowie außer den Empfangs- auch die Sendeanlagen beziehungsweise Sendegeräte.
Insofern gehört die komplette Geschichte der Funktechnik inklusive der Hörfunkgeschichte und der Fernsehgeschichte dazu. Auch Zubehör und Ergänzungen, wie beispielsweise Grammophone, Telefone, Tonbandgeräte, Messgeräte, Morsetasten und Chiffriergeräte, gehören zum Interessensgebiet des NRHF. Eine sinngemäß erweiterte alternative Übersetzung des Vereinsnamens wäre daher auch: „Norwegischer Verein für Funkgeschichte“.

## Geschichte
Der Verein wurde 1979 gegründet. Der Vereinssitz befindet sich im Tvetenveien 157, weit im Osten der norwegischen Hauptstadt im Stadtviertel Tveita. Jeden Dienstag werden dort Vereinsnachmittage ausgerichtet, zu denen Gäste herzlich willkommen sind.

## Vereinszeitschrift
Die Vereinszeitschrift der NRHF trägt den Titel Hallo Hallo, erscheint quartalsweise und umfasst inzwischen 40 Jahrgänge. Sie enthält Artikel zu historischen und funktechnischen Themen sowie Hinweise für Mitglieder und Neuigkeiten aus der Szene, beispielsweise zu Auktionen. Mitglieder können hier auch kostenlose Anzeigen zu Kauf oder Verkauf von Objekten einbringen.
Frühere Jahrgänge der Vereinszeitschrift, beginnend mit Heft 1 von 1985, werden für jedermann frei verfügbar zum Download als PDF‑Datei angeboten (siehe auch: Hallo Hallo unter Weblinks).